# عفص مطوي
العفص المطوي  (باللاتينية: Thuja plicata) نوع نباتي شجري ينتمي إلى جنس العفص من الفصيلة السروية.

## الموئل والانتشار
موطنه أمريكا الشمالية ومنها انتقل إلى غرب أوروبا.

## معرض صور

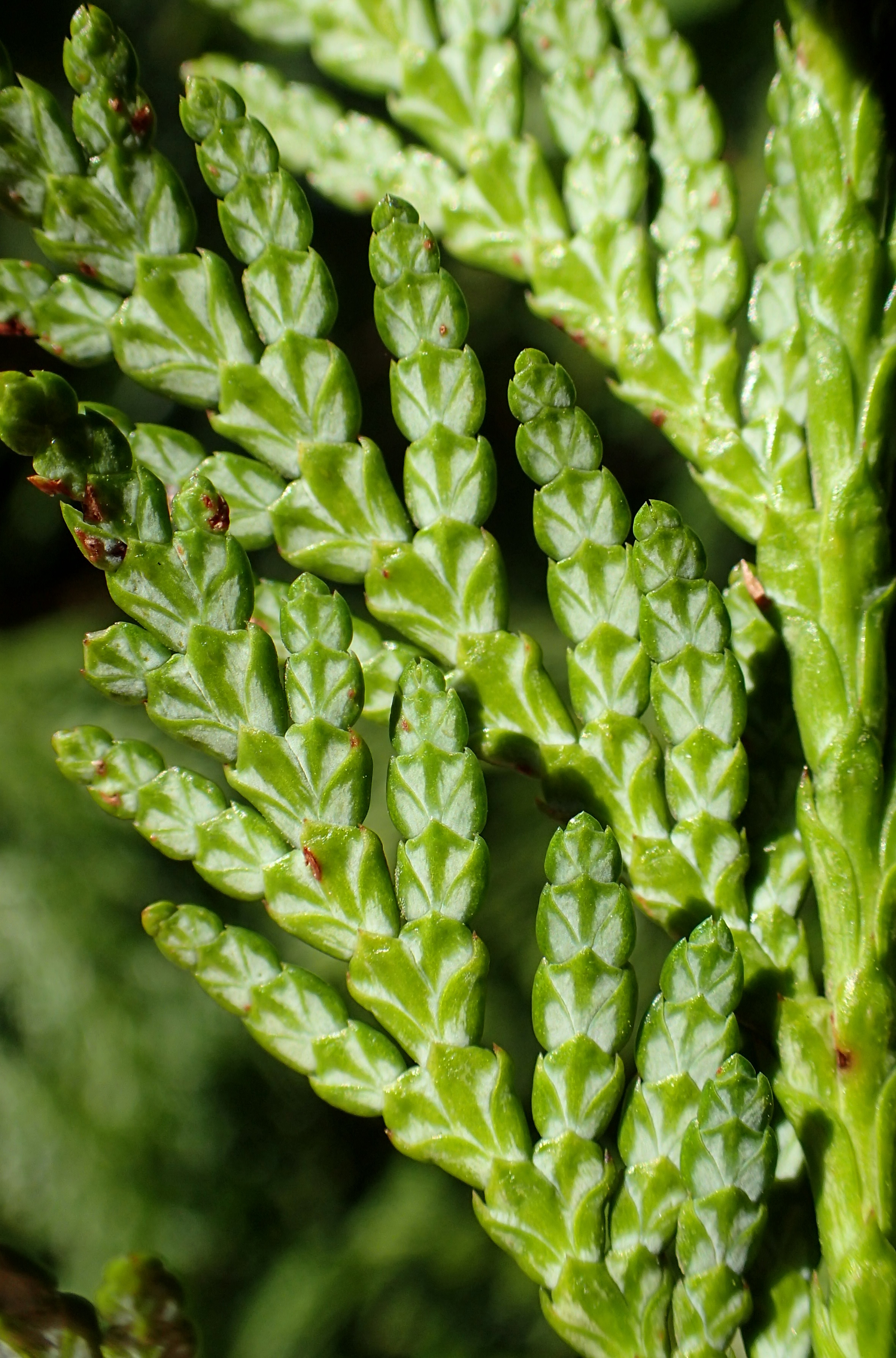
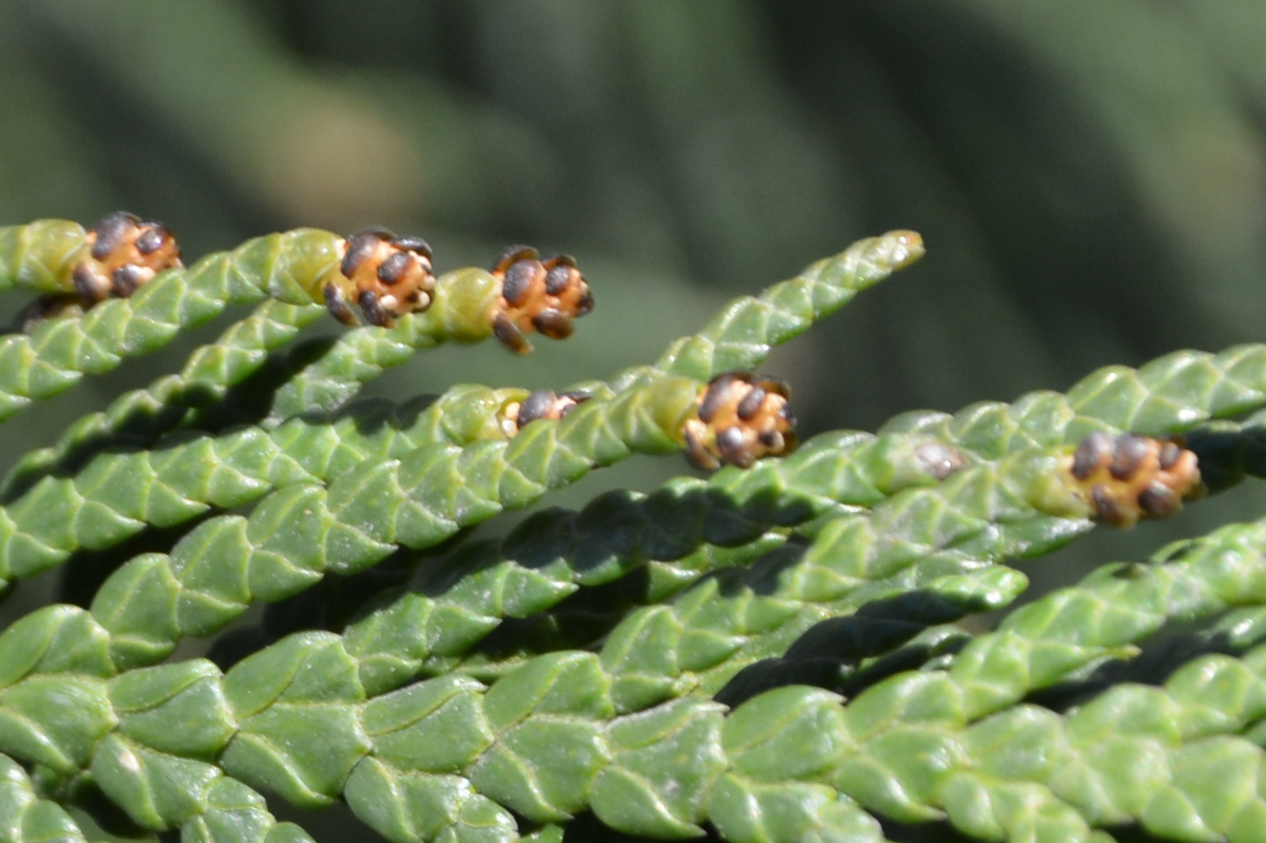
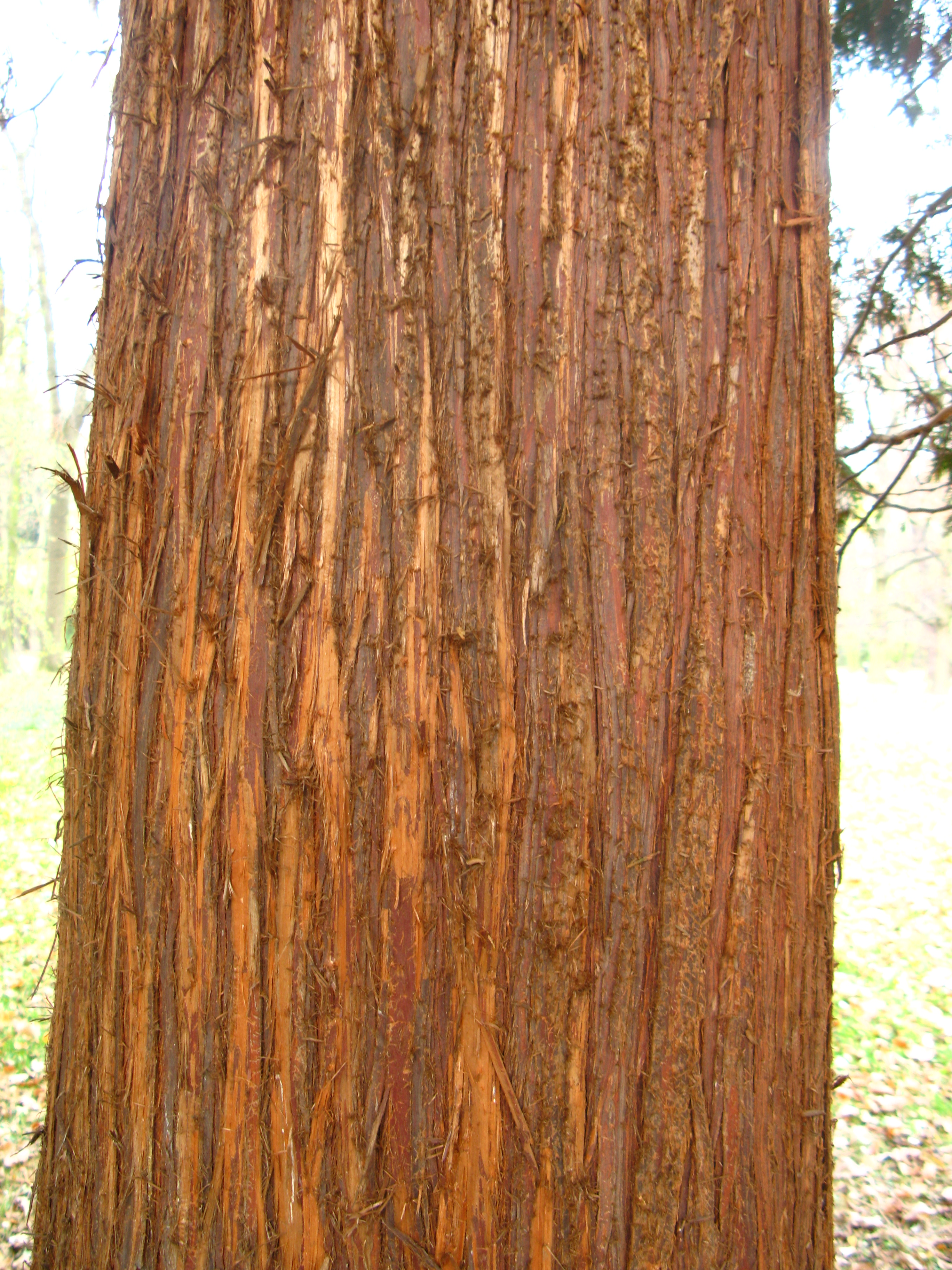